# Пойма реки Ай у села Кульметово
Пойма реки Ай у села Кульметово (баш. Ҡолмәт ауылы эргәһендәге Әй йылғаһы туғайы) — государственный природный ботанический заказник республиканского значения, расположенный в Кигинском районе Республики Башкортостан.

## Обзор
Охрану территории заказника, а также мероприятия по сохранению биологического разнообразия и поддержанию в естественном состоянии природных комплексов и объектов на территории заказника осуществляет государственное бюджетное учреждение «Дирекция по особо охраняемым природным территориям Республики Башкортостан».
Заказник создан на участках лесного фонда. Заказник занимает участок правобережной поймы и гористого берега реки Ай в 2 км южнее села Кульметово в квартале N 132 (выделы 1, 14, 15, 16, 24, 25) Кигинского участкового лесничества государственного учреждения «Салаватское лесничество».
Заказник создан для сохранения, воспроизводства и восстановления природного комплекса, обеспечивающего естественную среду обитания, рациональное использование и поддержание гено- и ценофонда редких лекарственных растений; сохранения, восстановления и воспроизводства объектов растительного мира, в том числе редких и находящихся под угрозой исчезновения.